# Gedeutereerd dimethylsulfoxide
Gedeutereerd dimethylsulfoxide of gedeutereerd DMSO (ook aangeduid als dimethylsulfoxide-d6 of DMSO-d6) is een gedeutereerd oplosmiddel met als brutoformule C2D6SO. Het is een isotopoloog van dimethylsulfoxide en wordt frequent gebruikt in de NMR-spectroscopie als oplosmiddel. De stof komt bij kamertemperatuur voor als een kleurloze vloeistof.

## Synthese
Gedeutereerd dimethylsulfoxide kan bereid worden door het verhitten van dimethylsulfoxide met zwaar water, in aanwezigheid van een base als katalysator (typisch calciumoxide). Aangezien deze methode niet meteen volledige deuterering van DMSO oplevert, dient het gevormde water telkens verwijderd te worden. Om het evenwicht verder te drijven wordt daartoe telkens zwaar water bijgevuld.
{\displaystyle {\ce {H3CS(=O)CH3\ + 3D2O ->[{\ce {CaO}}] D3CS(=O)CD3\ + 3H2O}}}